# Macintosh LC 550
De Macintosh LC 550 is een personal computer die ontworpen, gefabriceerd en verkocht werd op de onderwijsmarkt door Apple Computer van februari 1994 tot maart 1995. De consumentenversies werden aangeboden als de Performa 550 en 560.
De LC 550 is de opvolger van de succesvolle LC 520. Beide modellen zijn nagenoeg identiek, met uitzondering van de snellere 68030-processor met een kloksnelheid van 33 MHz in plaats van 25 MHz. Ook de bussnelheid van de LC 550 was toegenomen van 25 tot 33 MHz. De cd-romspeler gebruikte niet langer een caddy maar was voorzien van een gewone schuiflade. Het moederbord werd ook gebruikt in de Macintosh Color Classic II.
De harde schijf van de LC 550 bevatte een geheime partitie met een mini-systeemmap. Wanneer de computer niet meer kon opstarten werden gebruikers gevraagd of ze Mac OS opnieuw wilden installeren met behulp van deze mini-systeemmap in plaats van het probleem manueel op te lossen.
De Performa-varianten kwamen al eerder op de markt: de 550 in oktober 1993 en de 560 in januari 1994. Het enige verschil tussen deze twee modellen was het meegeleverde softwarepakket. De 550 had alleen consumententoepassingen, de 560 werd de "Money Edition" genoemd vanwege de samenwerking tussen Apple het tijdschrift Money. Bij de 560 werden naast consumenten- en onderwijssoftware ook meer dan een dozijn zakelijke softwaretoepassingen meegeleverd. Beide Performa-varianten bleven beschikbaar tot april 1996, ruim een jaar langer dan de LC 550.

## Modellen
Beschikbaar vanaf 18 oktober 1993:
- Macintosh Performa 550:[2] consumentenversie van de LC 550

Beschikbaar vanaf 15 januari 1994:
- Macintosh Performa 560 Money Edition:[3] Performa 550 met een zakelijk softwarepakket (uitsluitend beschikbaar in de Verenigde Staten)[4]

Beschikbaar vanaf 2 februari 1994:
- Macintosh LC 550:[5] 5 MB RAM, 160 MB harde schijf (uitsluitend voor Amerikaanse onderwijsinstellingen)

## Specificaties
- Processor: Motorola 68030, 33 MHz
- FPU : optionele Motorola 68882
- Systeembus snelheid: 33 MHz
- ROM-grootte: 1 MB
- Databus: 32 bit
- RAM-type: 80 ns 72-pin SIMM
- Standaard RAM-geheugen: 5 MB
  - Uitbreidbaar tot maximaal 36 MB
  - RAM-sleuven: 1
- Standaard video-geheugen: 512 kB VRAM[a]
  - Uitbreidbaar tot maximaal 768 kB VRAM[b]
  - VRAM-sleuven: 1
- Standaard diskettestation: 3,5-inch, 1,44 MB (manuele ingave)
- Standaard harde schijf: 160 MB (SCSI)
- Standaard optische schijf: ingebouwde Apple CD 300+ cd-romspeler (SCSI)[c]
- Uitbreidingssleuven: PDS
- Type batterij: 3,6 volt Lithium
- Beeldscherm: 14-inch (35,5 cm) Sony Trinitron-kleurenscherm
- Uitgangen:
  - 2 ADB-poorten (mini-DIN-4) voor toetsenbord en muis
  - 1 SCSI-poort (DB-25)
  - 2 seriële poorten (mini-DIN-8)
  - 1 audio-uit (3,5 mm jackplug)
  - 1 audio-in (3,5 mm jackplug)
  - 1 hoofdtelefoon (3,5 mm jackplug)
- Ondersteunde systeemversies: 7.1 t/m 7.6.1
- Afmetingen: 45,5 cm x 34,4 cm x 42,0 cm (h×b×d)
- Gewicht: 18,4 kg

Uit productie: 1984: Macintosh 128K, Macintosh 512K · 1985: Macintosh XL · 1986: Macintosh Plus · 1987: Macintosh II, Macintosh SE · 1988: Macintosh IIx · 1989: Macintosh SE/30, Macintosh IIcx, Macintosh IIci, Macintosh Portable · 1990: Macintosh IIfx, Macintosh Classic, Macintosh IIsi, Macintosh LC serie · 1991: Macintosh Quadra 700, Macintosh Quadra 900, Apple PowerBook · Macintosh Classic II · 1992: Macintosh IIvx, Macintosh Quadra 950, PowerBook Duo, Macintosh Performa serie · 1993: Macintosh Centris serie, Macintosh Color Classic, Macintosh TV · Apple Workgroup Server · 1994: Power Macintosh · 1997: Power Macintosh G3, PowerBook G3, Twentieth Anniversary Macintosh · 1998: iMac · 1999: iBook, Power Mac G4 · 2000: Power Mac G4 Cube · 2001: PowerBook G4 · 2002: eMac, iMac G4 · 2003: Xserve, Power Mac G5 · 2004: iMac G5 · 2005: Mac mini · 2006: MacBook · 2015: MacBook (Retina) · 2017: iMac Pro

Huidige modellen: MacBook Air, MacBook Pro, iMac, Mac mini, Mac Studio, Mac Pro